# Stenoptilia scoprodactyla
Stenoptilia scoprodactyla is een vlinder uit de familie van de vedermotten (Pterophoridae). De wetenschappelijke naam van de soort is voor het eerst geldig gepubliceerd in 1986 door Zagulajev.